# Rio Prêto (vattendrag i Brasilien, Bahia, lat -13,65, long -39,38)
Rio Prêto är ett vattendrag i Brasilien.   Det ligger i delstaten Bahia, i den östra delen av landet, 1 000 km öster om huvudstaden Brasília.
Omgivningen kring Rio Prêto är en mosaik av jordbruksmark och naturlig växtlighet. Området är ganska glesbefolkat, med 42 invånare per kvadratkilometer.